# Ogma
Ogma ['oɣma], mit dem Beinamen Gríanainech („der Sonnenverbrannte“), ist in der keltischen Mythologie Irlands der Name eines Kämpfers und „Kraftmannes“ der Tuatha de Danaan, der auch als Kriegsgott gesehen wurde.

## Mythologie

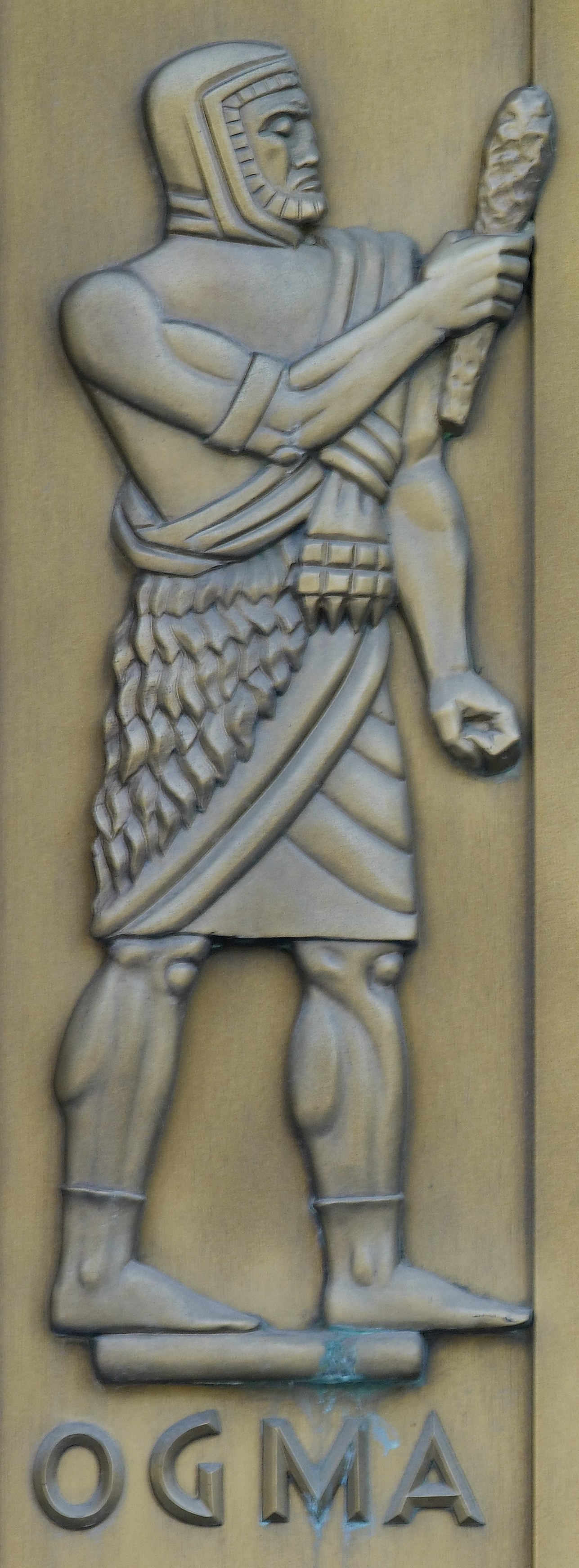
Ogma – Bronzerelief von Lee Lawrie. Tordetail der Library of Congress, Washington, D.C.

In der Cath Maige Tuired („Die Schlacht von Mag Tuired“) kämpft Ogma mit den Tuatha de Danaan gegen die Fomori, bei denen auch sein Halbbruder Bress ist. Denn über seinen Vater Elatha war er dessen, über seine Mutter Eithne aber ebenfalls der Halbbruder des Lugh. Während der Regentschaft von Bress über die Tuatha war Ogma gezwungen, gemeinsam mit dem Dagda Sklavendienste zu verrichten. Erst nach Bress' Absetzung auf Grund der Glám dícenn („rituelle Verwünschung“) des Barden Coirpre wurde er wieder ein freier Mann. In der zweiten Schlacht von Mag Tuired tötet er Indech mac Dé Domnann, den König der Fomori, wird aber von diesem ebenfalls erschlagen. Wiederbelebt durch die Keule des Dagda, erhält er als Lohn Orna, das Magische Schwert des Fomorenkönigs Tethra, welches alle von ihm vollbrachte Taten erzählen konnte, wenn der Besitzer es aus der Scheide zog.
Im Lebor Gabala Eirenn wird er als Bruder des Dagda bezeichnet. Mit seiner Mutter Eithne soll er Tuirenn gezeugt haben. In einigen Sagen wird er mit Cermat gleichgesetzt, der aber ein Sohn des Dagda sein soll. Als sein Sohn wird Delbaeth genannt. Eine Gleichstellung mit dem antiken keltischen Gott der Beredsamkeit Ogmios könnte möglicherweise auf den Namensgleichklang zurückzuführen sein.
Ogma wird in einigen mittelalterlichen Manuskripten als Erfinder der Ogham-Schrift genannt – eine Theorie, die andererseits auch vehement abgelehnt wird. Ogma soll diese Schrift angeblich beim Beobachten der Kraniche erfunden haben, welche als Hüter dieser Schrift galten.